# 다카오역 (기후현)
다카오역(일본어: 高尾駅)은 일본 기후현 모토스시에 위치한 다루미 철도 다루미 선의 철도역이다. 단선 승강장 1면 1선의 구조를 갖춘 지상역이다.

## 역 주변
- 국도 제157호선

## 역사
- 1989년 3월 25일 : 다루미 선 고미 ~ 다루미 간 연장에 의해 개업.

## 인접 역
| 다루미 철도 다루미 선 | 다루미 철도 다루미 선 | 다루미 철도 다루미 선 |
| --------------------- | --------------------- | --------------------- |
| 히나타 오가키 방면    | ■ 다루미 선           | 미도리 다루미 방면    |